# Montserrat Llorens i Serrano
Montserrat Llorens i Serrano (Palau d'Anglesola, Pla d'Urgell, 1931 - Barcelona, 27 de juny de 2022) es va distingir com historiadora. També va exercir com professora d'ensenyament secundari i universitari catalana.
Es va llicenciar en història per la Universitat de Barcelona (UB) el 1953, exercí com a professora ajudant a la UB i també com a catedràtica d'institut. Ha col·laborat en diverses revistes, entre les quals Estudios de Historia Moderna, dirigida pel seu mestre Jaume Vicens i Vives, on publicà l'article “El p. Antonio Vicent S.I. (1837-1912). Notas sobre el desarrollo de la acción social católica en España” (núm. 4, 1954), i en l'Índice Histórico Español. Va escriure vint-i-una biografies d'industrials i polítics catalans del segle xix. La seva tasca principal s’ha centrat, també, en la redacció de llibres de text i d'obres dedicades a l'ensenyament secundari. Entre aquestes, destaquen: «Metodología para la enseñanza de la Historia» (1960), «Tierra. Geografía Universal»(1968), «Occidente. Historia de las Civilizaciones» (1975), «Intercambio. Geografía humana y economía del mundo actual» (1976) i I«bérica. Geografía e Historia de España y de los países hispánicos» (1981).

## Obra publicada
- Industrials i Polítics (segle XIX). Editorial Vicens Vives, 1994. ISBN 978-8431618148
- Metodología para la enseñanza de la historia. Editorial Vicens Vives, 1964. ASIN B08JZFRRBS.